# (34698) 2001 OD22
2001 OD22 (asteroide 34698) é um asteroide da cintura principal. Possui uma excentricidade de 0.06769170 e uma inclinação de 23.20900º.
Este asteroide foi descoberto no dia 21 de julho de 2001 por LONEOS em Anderson Mesa.